# Tlenek diazotu
Tlenek diazotu, podtlenek azotu (nazwa Stocka: tlenek azotu(I); wzór: N
2O) – nieorganiczny związek chemiczny z grupy tlenków azotu, w którym azot jest na formalnym stopniu utlenienia I. Stosuje się go do znieczulania anestezjologicznego (tzw. gaz rozweselający). Należy on do głównych gazów cieplarnianych. Będąc trzecim najważniejszym długotrwałym gazem cieplarnianym, podtlenek azotu w znacznym stopniu przyczynia się do globalnego ocieplenia i jest substancją, która znacznie zubaża ozon stratosferyczny.
W temperaturze pokojowej jest to bezbarwny, niepalny gaz o słabej woni i słodkawym smaku. Temperatura topnienia wynosi −90,9 °C, temperatura wrzenia −88,5 °C. Atomy azotu w cząsteczce są nierównocenne, a ich formalne stopnie utlenienie wynoszą 0 i II: N0
≡NII
=O. Wzór ten nie odpowiada jednak rzeczywistym rzędom wiązań, które wynoszą odpowiednio 2,73 i 1,71.
Podtlenek azotu można otrzymać przez termiczny rozkład azotanu amonu w temperaturze 170 °C. Gaz o wysokiej czystości do celów laboratoryjnych otrzymuje się poprzez wkraplanie kwasu azotowego do roztworu mocznika w stężonym kwasie siarkowym, a następnie przepuszczanie przez płuczkę z roztworem wodorotlenku sodu.

## Występowanie i wpływ na klimat Ziemi
Tlenek diazotu występuje w atmosferze Ziemi w stężeniu 332 ppb. Jego stężenie wzrosło z ok. 270 ppb w epoce przedprzemysłowej do obecnej wartości m.in. ze względu na działalność człowieka, która odpowiada za ok. 40% emisji tego gazu. Tlenek diazotu jest trzecim najistotniejszym pod względem wymuszenia radiacyjnego długo żyjącym gazem cieplarnianym (po dwutlenku węgla i metanie). Wzrost stężenia N
2O od epoki przedprzemysłowej spowodował wymuszenie radiacyjne szacowane na 0,2 W/m². Średni czas życia tego gazu w atmosferze jest szacowany na 114 lat, a potencjał tworzenia efektu cieplarnianego jest 144 razy silniejszy niż dla dwutlenku węgla.

## Historia
Gaz ten został odkryty przez Josepha Priestleya w 1772 roku. W latach 90. XVIII wieku Humphry Davy przeprowadzał na sobie i swoich przyjaciołach (m.in. na poetach Samuelu Taylorze Coleridge’u i Robercie Southeyu) eksperyment sprawdzający działanie gazu na organizm człowieka. Okazało się, że gaz uśmierza ból, a osoba poddana jego działaniu pozostaje częściowo świadoma. Właściwość ta została wkrótce wykorzystana głównie w zabiegach dentystycznych oraz w znieczuleniu w czasie porodu. Po raz pierwszy własności anestetyczne podtlenku azotu wykorzystał amerykański dentysta Horace Wells, który praktykował w Hartford (w stanie Connecticut).

## Zastosowanie

### Gaz anestetyczny
Podtlenek azotu jest powszechnie wykorzystywany jako jeden ze składników znieczulenia ogólnego złożonego, a także (głównie na Zachodzie) do znieczulenia w stomatologii. W mieszaninie z tlenem w stężeniu do 70% jest nośnikiem innych ogólnych środków anestetycznych (sam ma słabe działanie znieczulające). Stosuje się go również w połączeniu z dożylnymi lekami znieczulającymi, opioidami i lekami zwiotczającymi (podtlenek azotu praktycznie nie działa zwiotczająco na mięśnie). Ma silne działanie nasenne. MAC dla podtlenku azotu wynosi 104%, co oznacza, że nie może być stosowany samodzielnie do znieczulenia chirurgicznego. Wykazuje niewielkie właściwości euforyzujące, z tego powodu jest nazywany gazem rozweselającym. Podtlenek azotu inaktywuje kobalaminową formę witaminy B12, dlatego długotrwałe użycie dużych ilości może prowadzić do objawów niedoboru witaminy B12 (anemii i neuropatii), może uszkadzać szpik kostny i ma negatywny wpływ na jajniki i jądra. Nie dotyczy to jednak sporadycznego użycia tego gazu. Objawy użycia mogą również przypominać stan zatrucia alkoholowego.
Podtlenek azotu bardzo szybko i dobrze wchłania się z płuc do tkanek organizmu. Wykazuje niską rozpuszczalność we krwi oraz minimalny stopień metabolizowania (poniżej 0,004%), po zaprzestaniu podawania jest więc szybko usuwany przez płuca w postaci niezmienionej.
Stosowanie tego gazu powoduje ryzyko niedotlenienia tkanek (dlatego używa się go tylko w mieszaninach z tlenem), jednak jeśli do niego nie dojdzie, działania niepożądane są bardzo niewielkie. Na skutek przenikania N
2O do zamkniętych przestrzeni zawierających powietrze może dojść do różnorodnych, krótkotrwałych zaburzeń, np. na skutek przedostawania się gazu do ucha środkowego pacjent może przez pewien czas po operacji gorzej słyszeć. Są to jednak działania ustępujące z reguły samoistnie. Niebezpieczne są natomiast zanieczyszczenia, często znajdujące się w butlach z N
2O, na przykład NO.
Bardzo zajmującym faktem dotyczącym tego gazu jest zmniejszanie się tolerancji organizmu na tę samą dawkę – w przeciwieństwie do większości narkotyków, po dłuższym używaniu N
2O, zmniejszona dawka może dać taki sam efekt jak na początku.

#### Stomatologia
Sedacja wziewna N2O jest wskazana u osób, które odczuwają paniczny strach przed zabiegami stomatologicznymi. Sedacja pozwala na ograniczenie dyskomfortu, np. w czasie pobierania wycisków. Stosowana u dzieci pozwala zwłaszcza na wykonanie koniecznych zabiegów, których nie udałoby się przeprowadzić skutecznie bez znieczulenia ogólnego.

### Dodatek do żywności
Podtlenek azotu jest dopuszczony do użytku jako dodatek do żywności. Jest doskonale rozpuszczalny w tłuszczach, co wykorzystano w przemyśle spożywczym do tworzenia piany, szczególnie z bitej śmietany w sprayu. Wypełnia się nim również opakowania zawierające łatwo psujące się produkty (np. chrupki ziemniaczane). Na liście dodatków spożywczych legalnie dopuszczonych w Unii Europejskiej, tak zwanej liście E, posiada numer E942. Znalazł również zastosowanie w produkcji tzw. napojów energetyzujących.

### Tuning samochodowy
Podtlenek azotu jest też stosowany w tuningu samochodowym (NOS – nitrous oxide system). Jest on wtryskiwany do układu dolotowego lub bezpośrednio do cylindrów, co umożliwia gwałtowne zwiększenie ilości spalanej mieszanki i powoduje chwilowy wzrost mocy silnika. Efekt jest natychmiastowy, jednak użycie może być tylko krótkotrwałe, ze względu na wytrzymałość silników.

### Paliwo rakietowe
Podtlenek azotu jest też stosowany jako utleniacz w paliwie do silników rakietowych – został użyty na przykład w pierwszym komercyjnym statku kosmicznym SpaceShipOne.